# 弗里伯恩鎮區 (明尼蘇達州弗里伯恩縣)
弗里伯恩鎮區（英語：Freeborn Township）是位於美國明尼蘇達州弗里伯恩縣的一個行政鎮區。

## 地方資料
弗里伯恩鎮區的面積為93.49平方千米，當中陸地面積為92.18平方千米，而水域面積為1.31平方千米。根據2020年美國人口普查的數據，當地共有人口233人，而人口密度為每平方千米2.49人。